# Kolimpalli, Bagepalli
Kolimpalli là một làng thuộc tehsil Bagepalli, huyện Chikkaballapur, bang Karnataka, Ấn Độ.